# Bahía de Wallabout
La Bahía de Wallabout (en inglés, Wallabout Bay) es un pequeño cuerpo de agua en Upper New York Bay a lo largo de la costa noroeste del distrito de Brooklyn de la ciudad de Nueva York, entre los actuales puentes de Williamsburg y Manhattan. Está ubicado frente a Corlear's Hook en Manhattan, al otro lado del East River hacia el oeste. La Bahía de Wallabout es ahora el sitio del Astillero Naval de Brooklyn.
El cercano barrio de Wallabout, que data del siglo XVII, se encuentra junto a la bahía. El vecindario es un área de uso mixto con una variedad de edificios antiguos con estructura de madera, viviendas públicas, casas adosadas de ladrillo y almacenes; contiene la histórica Casa Lefferts-Laidlaw, que se agregó al Registro Nacional de Lugares Históricos en 1985.
El nombre de esta bahía curva en el extremo occidental de "Lang Eylandt" (Isla Larga) proviene del holandés "Waal bocht", que significa "Curva de los Valones", llamada así por sus primeros pobladores europeos: los Valones, de lo que hoy es Valonia.

## Historia
Wallabout fue colonizado por primera vez por europeos cuando varias familias de valones de habla francesa optaron por comprar tierras allí a principios de la década de 1630, habiendo llegado a Nueva Holanda en la década anterior desde Holanda. La colonización del área comenzó a mediados de la década de 1630 cuando Joris Jansen Rapelje intercambió bienes comerciales con los indios Canarsee por unos 1,4 km² de tierra en la Bahía de Wallabout, pero Rapelje, al igual que otros primeros colonos de Wallabout, esperó al menos una década antes de trasladarse a tiempo completo a la zona, hasta que se resolvieron los conflictos con las tribus.

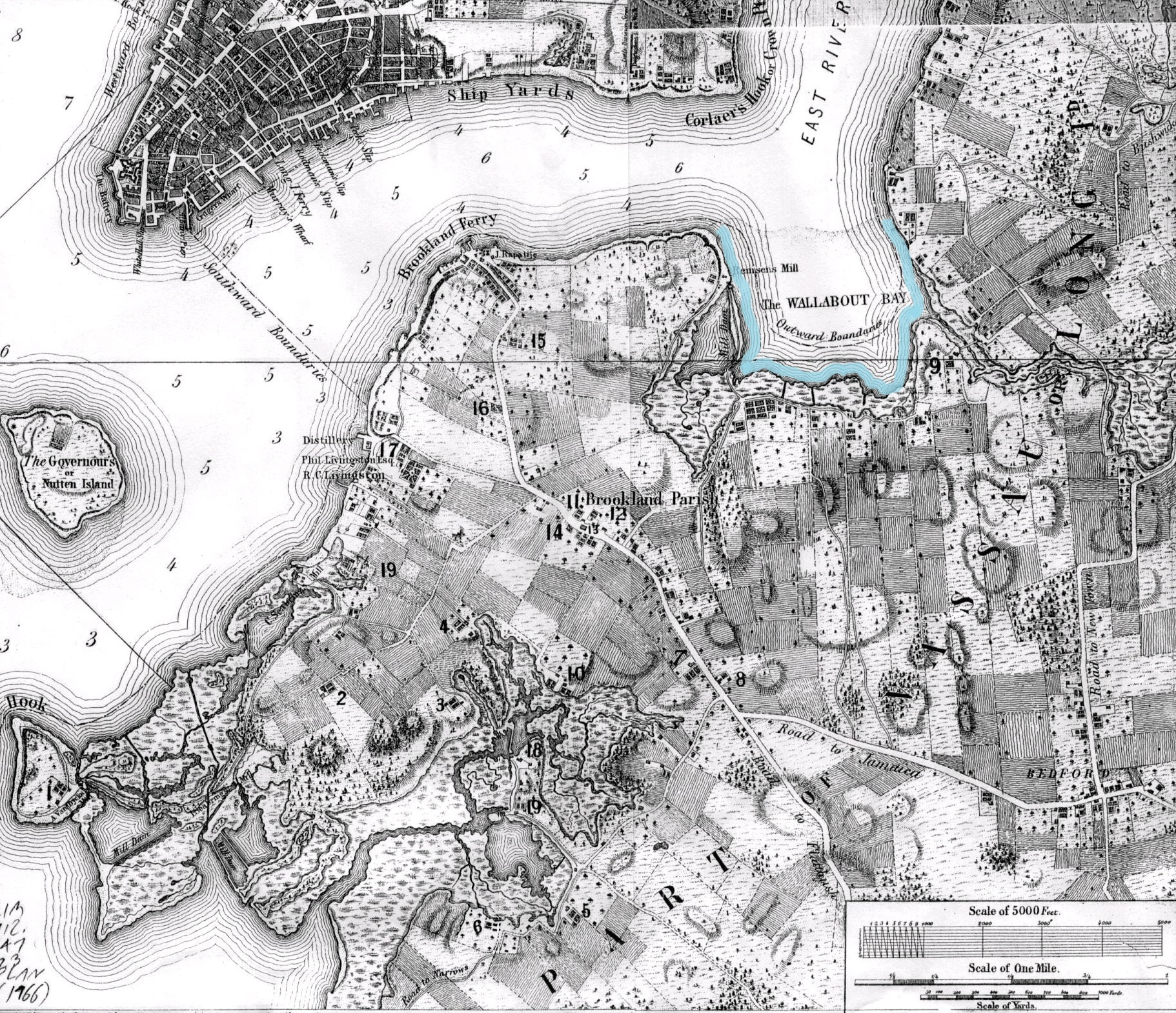
La Bahía de Wallabout es el lóbulo de agua del sur delineado en azul claro en el cuadrante superior derecho de este mapa del Distrito Financiero y Brooklyn de 1766

La mayoría de los relatos históricos sitúan la casa de Rapelje como la primera casa construida en la Bahía de Wallabout. Su hija Sarah fue la primera hija nacida de padres europeos en Nueva Holanda, y Rapelje luego se desempeñó como magistrado de Brooklyn y como miembro del Consejo de los Doce Hombres. El yerno de Rapelje, Hans Hansen Bergen, era dueño de un gran terreno contiguo al de Rapelje. Cerca estaban las plantaciones de tabaco pertenecientes a Jan y Pieter Monfort, Peter Caesar Alberto y otros agricultores.
A partir de 1637, el Wallabout sirvió como lugar de aterrizaje del primer ferry que cruzó el East River desde el bajo Manhattan. Cornelis Dircksen, el barquero solitario, cultivó parcelas a ambos lados, cerca de donde ahora se extiende el puente de Brooklyn, para emplear mejor su tiempo en cualquiera de las orillas del río.
En 1638 se suspendió un sistema feudal de tenencia de la tierra y el pequeño asentamiento se convirtió en una colonia de propietarios : después de un período de diez años de pagar a la Compañía Holandesa de las Indias Orientales una décima parte de su rendimiento, los colonos serían dueños de sus tierras de cultivo. La humilde colonia se expandió desde Wallabout para convertirse en la ciudad de Brooklyn.
La Bahía de Wallabout fue el sitio de uno de los primeros juicios por asesinato en la historia de Brooklyn. El 5 de junio de 1665, Albert Cornelis Wantenaer mató a puñaladas a Barent Jansen Blom, un inmigrante de Suecia y progenitor de la familia Blom/Bloom de Brooklyn y la parte baja del valle de Hudson, supuestamente en defensa propia. Wantenaer fue juzgado por asesinato en el Tribunal de lo Assize el 2 de octubre de 1665. Fue declarado culpable de un cargo menor de homicidio involuntario, sufriendo la pena de pérdida de su propiedad y un año de prisión.
El área fue el sitio donde amarraron los barcos prisión británicos durante la Guerra de Independencia de los Estados Unidos de aproximadamente 1776-1783, el más infame de los cuales fue el HMS Jersey. Se dice que alrededor de 12.000 prisioneros de guerra murieron en 1783, cuando todos los prisioneros restantes fueron liberados. Muchos murieron por negligencia; algunos fueron enterrados en la costa erosionada en tumbas poco profundas o, a menudo, simplemente arrojados por la borda. El Monumento a los mártires de barcos para prisioneros en las cercanías de Fort Greene, que alberga algunos de los restos de los prisioneros, fue construido para honrar a estas víctimas.
La bahía finalmente se convirtió en el sitio del Astillero Naval de Brooklyn. Se rellenaron partes de la bahía para ampliar el patio. A fines del siglo XIX, Fill creó una pequeña isla, como se muestra en el Mapa Taylor de Nueva York, y luego Fill la unió al continente. 

## Potter's Field
La bahía fue apodada Potter's Field (lit. Campo de alfarero) entre los marineros en los siglos XIX y XX porque muchos cadáveres flotaban en la bahía durante la marea baja. En 1951, el escritor Joseph Mitchell escribió al respecto en "The Bottom of the Harbor" publicado en The New Yorker :

Este remanso se llama Wallabout Bay en las cartas; los hombres en las dragas lo llaman Potter's Field. El remolino arrastra madera a la deriva hacia el remanso. Además, arrastra cuerpos ahogados allí. Por regla general, las personas que se ahogan en el puerto en invierno permanecen en el agua hasta la primavera. Cuando el agua comienza a calentarse, se forma gas en ellos y eso los hace flotantes y suben a la superficie. Todos los años, sin falta, alrededor del quince de abril, empiezan a aparecer cadáveres, y aparecen más en Potter's Field que en cualquier otro lugar. En un par de semanas más o menos, la Policía Portuaria siempre encuentra de diez a dos docenas por allí: suicidas, bebés bastardos, viejos capitanes de barcazas que perdieron el equilibrio en una noche de aguanieve atendiendo remolques, de vez en cuando algún gángster u otro. La lancha de la policía que sale del muelle A en la batería (lanzamiento uno) se vuelca y los saca del agua con una especie de artilugio de red de inmersión que el herrero del Departamento de Policía hizo con cadenas de llantas.

## Etimología
Gabriel Furman, en sus Notes Geographical and Historical, relating to the Town of Brooklyn, in Kings County on Long-Island (1824), rastrea el nombre del holandés "Waal bocht" o "bahía (o ensenada) del Valones", refiriéndose a los colonos originales de habla francesa del área local. Otra teoría lo atribuye al río Waal, un brazo del Rin, una importante vía fluvial interior en los Países Bajos, a la que se hace referencia durante mucho tiempo como "puerto interior", que hablaría de la posición geográfica de la bahía.